# Oxymonadida
Ordre
Position phylogénétique
Eukaryota
- Excavata
  - c.n.n.
    - Malawimonadidea
    - Metamonada
      - Anaeromonada
        - Trimastigida
        - Oxymonadida

      - Trichozoa
        - Fornicata
        - Parabasalia

  - Discoba
    - Jakobea
    - Discicristata
      - Euglenozoa
      - Percolozoa

Groupe frère :  Trimastigida 
Les oxymonades (ou oxymonadines) sont un ordre d'êtres vivants unicellulaires pourvus d'un noyau. Ils ne possèdent ni mitochondrie, ni plaste, ni appareil de Golgi, par pertes secondaires. Ils sont symbiotes ou commensaux de vertébrés (crapauds, cobayes, lézards), et d'insectes xylophages comme les termites.

## Classification
- Trimastigida
  - famille Trimastigidae
- Oxymonadida
  - famille Oxymonadidae
  - famille Pyrsonymphidae
  - famille Saccinobaculidae
  - famille Polymastigidae (Monocercomonoididae)
  - famille Streblomastigidae

## Liste des familles
Selon BioLib (1er juillet 2025) :
- Oxymonadidae Kirby, 1928
- Polymastigidae (Bütschli, 1884) Grassé, 1952
- Pyrsonymphidae Grassi, 1892
- Saccinobaculidae
- Streblomastigidae Keeling & Leander, 2003

## À lire
- Classification phylogénétique du vivant par Guillaume Lecointre et Hervé Le Guyader aux éditions Belin